# Querida Amazonia
Querida Amazonia (en français : « Amazonie bien-aimée ») est une exhortation apostolique post-synodale du pape François datée du 2 février 2020 et publiée le 12 février 2020. Elle fait suite au synode sur l'Amazonie qui s'est tenu du 6 au 27 octobre 2019, et au document final de ce synode, Amazonie : nouveaux chemins pour l’Église et pour une écologie intégrale.

## Publication

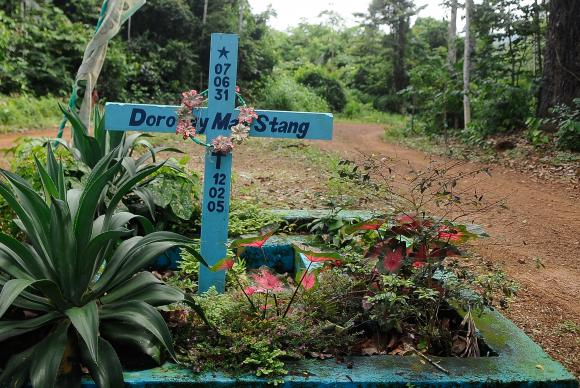
La tombe de Dorothy Stang au Brésil.

L'exhortation apostolique est datée du 2 février 2020, mais publiée le 12. Plusieurs observateurs font remarquer que cette dernière date correspond au quinzième anniversaire de l'assassinat de Dorothy Stang, religieuse américaine avocate des Indiens, assassinée par des tueurs à gage au service de Regivaldo Pereira Galvão, grand propriétaire terrien,.

## Structure
Le texte de l'exhortation s'étend sur 88 pages et est structuré en quatre « rêves ». Le premier chapitre est consacré au « rêve social », le second au « rêve culturel », le troisième au « rêve écologique », enfin le dernier au « rêve ecclésial ».

## Contenu

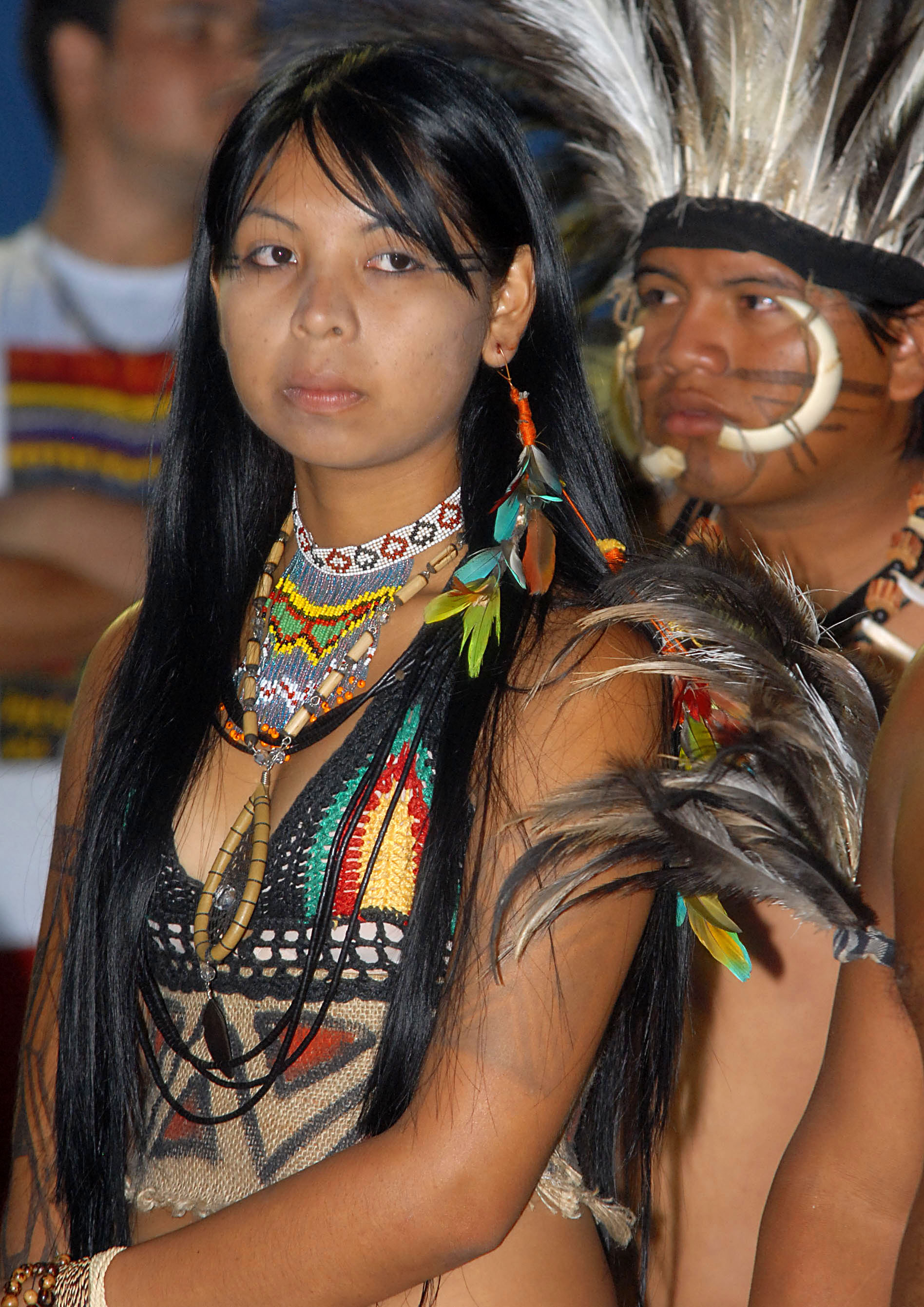
Indiens de l'ethnie Terena.

Le pape, notamment du fait de son origine argentine, insiste sur le concept très latino-américain du « Buen Vivir », qui doit s'appliquer aussi bien aux quartiers urbains qu'aux milieux naturels sensibles. Il s'attaque une fois de plus aux postures néocoloniales qui consistent à ne voir qu'à court terme et à ne considérer les milieux naturels, et en particulier l'Amazonie, que comme des richesses potentielles à exploiter sans tenir compte de ses habitants. Les  peuples indigènes, mais aussi les plus pauvres, doivent être considérés comme les interlocuteurs de référence concernant ce territoire.
En ce qui concerne la culture spécifique aux peuples indigènes, le pape appelle à « cultiver sans déraciner » et à « promouvoir sans envahir ». Il s'attaque ainsi non seulement à l'impérialisme culturel qui menace ces peuples, et qui vient en particulier de la culture occidentale promue par les colons et les sociétés d'exploitation de l'Amazonie, mais aussi aux attitudes critiques envers les rites et pratiques qui leur sont propres. En effet, certaines voix catholiques se sont élevées, notamment durant le synode sur l'Amazonie, contre des pratiques indigènes dénoncées comme « idolâtres » ; en réaction, le pape appelle à une attitude intégratrice, qui s'inscrit également dans une tradition  jésuite telle qu'ont pu la pratiquer les missionnaires de cet ordre dès le  XVIIIe siècle, par exemple dans les  réductions. Le discours du pape s'insurge également contre une attitude « environnementale » qui ne prenne en compte que la vision de l'environnement, et milite pour une « approche sociale » du mode de vie des populations autochtones de l'Amazonie, ainsi que pour une Église qui soit du côté des opprimés.
En ce qui concerne son rêve social, le pape souhaite l'émergence d'une responsabilité et d'une demande de pardon, qui s'accompagnent de la création de réseaux de solidarité, en vue desquels il sollicite ses lecteurs, y compris personnalités politiques. François y dénonce également la corruption et appelle la tenue d'un véritable dialogue social, afin que « leurs paroles, leurs espérances, leurs craintes [soient] la voix la plus forte autour de n’importe quelle table de dialogue ».
Au-delà du contenu de l'exhortation elle-même, le pape invite ses lecteurs à consulter également le texte du document final du synode, ce que certains commentateurs décrivent comme une approbation de ce qui y est écrit, même si les propositions les plus discutées de ce Synode ne figurent pas dans Querida Amazonia

### Contexte
Un fort climat conflictuel s'est développé durant l'hiver 2019-2020 concernant l'éventualité, abordée durant le synode, d'ordonner prêtres des hommes mariés. Ce conflit est notamment renforcé par la publication Des Profondeurs de nos cœurs par le cardinal Robert Sarah. À ce titre, la publication de l'exhortation apostolique est très attendue. Michael Czerny, Lorenzo Baldisseri ou Matteo Bruni rappellent, à l'occasion de la sortie de Querida Amazonia, que celle-ci, au contraire du document final du synode sur l'Amazonie, a une valeur canonique, et fait donc partie de ce qu'enseigne l'Église. À ce titre, le document pontifical est très attendu, même si certains remarquent la préférence du pape pour le développement chez les séminaristes du « zèle apostolique », c'est-à-dire d'une véritable volonté pour eux de choisir d'aller en mission dans les territoires indiens plutôt que dans des zones réputées plus faciles.

## Réception
Certains observateurs sont déçus par le contenu de l'exhortation, qui leur semble en retrait par rapport aux propositions du Synode. Anne Guillard relève ainsi que le ton de l'ensemble rassemble un certain nombre de doléances, mais peu de propositions concrètes ; et que les solutions mises en place ne sont pas forcément novatrices. Elle déplore aussi la recherche constante de l'universalisme, qui empêche selon elle l'expression de particularismes locaux. De son point de vue, la crainte d'un schisme intérieur à l'Église a rendu l'exhortation relativement prudente, voire tiède.

### Sur les aspects sociaux
Parmi les prélats, certains comme l'évêque Athanasius Schneider, déplorent une implication excessive dans des questions temporelles et terrestres, de sorte que le Saint-Siège est devenu une sorte de filiale des Nations unies. Ils font valoir que l'insistance sur ces questions « affaiblit considérablement » la mission de l'Église, qui est de prêcher à toutes les nations le repentir en vue de la rémission des péchés (Luc 24:47).

### Sur les aspects écologiques

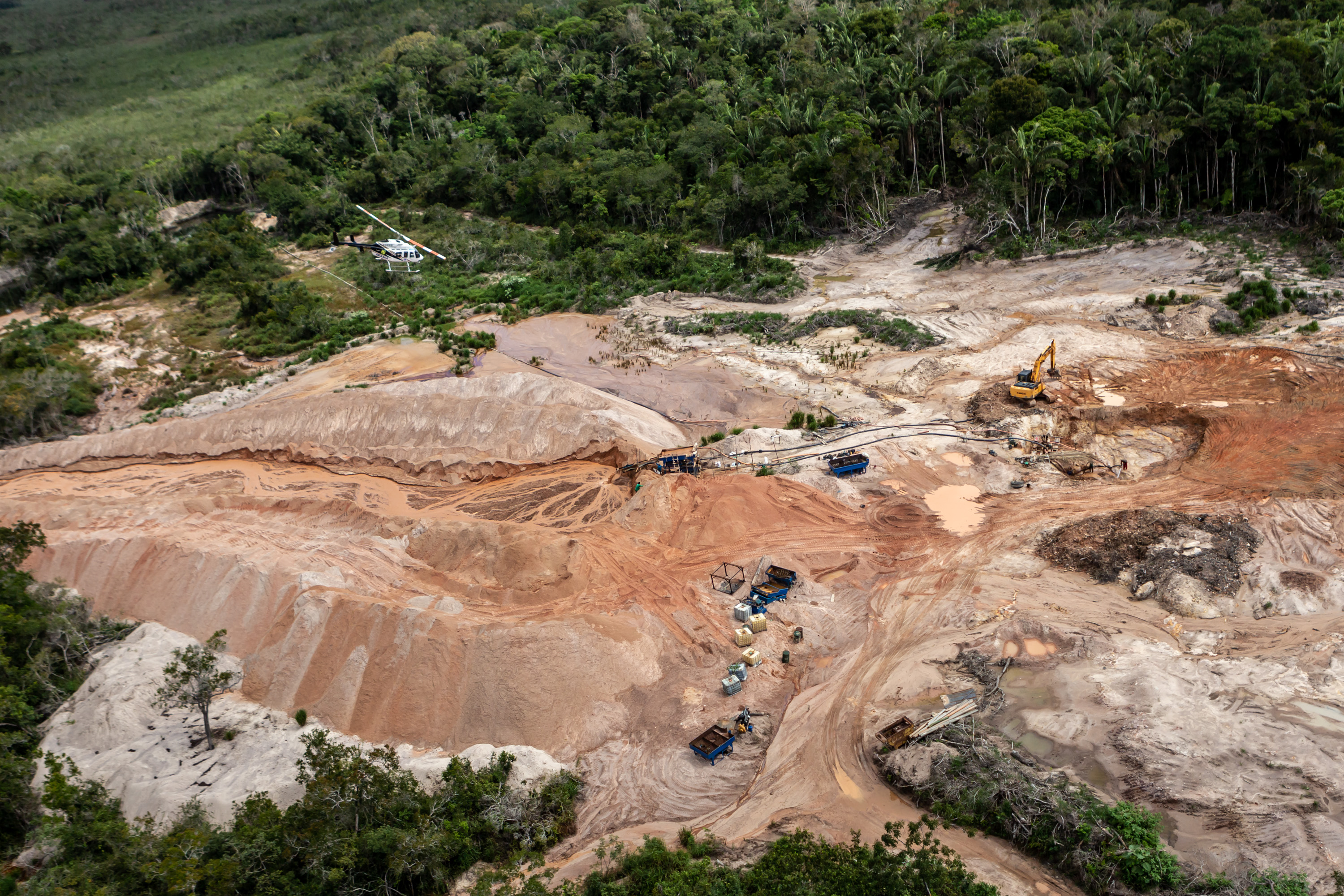
La déforestation et l'excavation des terres en Amazonie.

José Gregorio Mirabal, coordinateur général du Congrès des organisations indigènes d’Amazonie, estime que Querida Amazonia lui donne « une raison d'espérer » dans les combats que mènent les peuples indigènes du Brésil notamment contre les multinationales cherchant à exploiter leurs terres, et que le pape est dans ce combat « un allié puissant ». Josianne Gauthier, secrétaire générale de la Coopération Internationale pour le Développement et la Solidarité (CIDSE), juge que le pape ne perd pas son temps à répéter ce qui a été dit au synode, notamment la notion de « péché écologique », mais insiste sur le ressenti des autochtones face à la disparition de leur environnement.

### Sur les aspects ecclésiaux
Les deux thèmes sur lesquelles ce texte était particulièrement attendues étaient les questions, évoquées durant le synode, d'une part de l'ordination presbytérale d'hommes mariés (viri et probati), d'autre part de l'accès au diaconat pour les femmes. Le document n'évoque pas ces thèmes. L'absence de discours à ce propos est perçue par Josianne Gauthier comme une insistance sur les trois premiers défis (social, culturel et écologique) en laissant la collégialité épiscopale régler la question inhérente à l'Église catholique sans se crisper dessus. De même Gaultier Bès, rédacteur en chef de la revue Limite, exprime que cette question ecclésiologique ne représente pas une telle urgence qu'il faille qu'elle ait la priorité sur la question écologique.
Pour François Euvé, jésuite et rédacteur en chef d'Étvdes, cette exhortation apostolique est dans la continuité directe de Laudato si', mais qui insiste sur des aspects encore peu développés jusque-là, l’inculturation, la pluralité culturelle et le respect des traditions et des racines. Il estime que ce texte est « sans surprise » et se demande si la réponse est à la hauteur de la situation.
Anne-Marie Pelletier, théologienne, estime que le pape a pris acte d'une réalité ecclésiale qui a longtemps été ignorée, et qui donne une part importante de responsabilité aux laïcs, et plus particulièrement aux femmes. La part essentielle des femmes à la vie de l'Église est rappelée, non seulement comme soutien physique de son existence, mais comme garantes de son intégrité.
L'absence de position exprimée en faveur de l'ordination presbytérale d'hommes mariés est regrettée par certains. En Allemagne, le Comité central des catholiques allemands déplore un « manque de courage ». Reinhard Marx estime que l'exhortation apostolique constitue un « cadre de réflexion », mais que quiconque aura espéré des décisions et des mesures concrètes en ce sens sera déçu. D'autres observateurs considèrent que, le sujet en question n'étant pas abordé, la question de l'ordination d'hommes mariés reste encore ouverte. D'autres encore soulignent la nécessité du mûrissement d'un tel projet, qui ne peut être réalisé que par étapes. Apprenant ces réactions, François fait part de sa frustration, déplorant que les critiques se portent sur un seul sujet qui n'est pas le cœur de ce document.

### Sur le style
Plusieurs observateurs remarquent que le ton employé utilise volontairement les codes de la poésie et du rêve, et analysent cette prise de position comme la sortie d'une stricte vision utilitariste pour mettre l'accent sur la beauté et la gratuité.